# Fibra ottica monomodale

Struttura tipica della fibra ottica monomodale:
1. Nucleo (core) di 8 µm di diametro
2. Cladding di 125 µm di diametro
3. Buffer di 250 µm di diametro
4. Jacket di 400 µm di diametro

La fibra ottica monomodale (o unimodale) è un particolare tipo di fibra ottica, ideata per trasportare soltanto un singolo raggio luminoso. I modi sono rappresentati dalle possibili soluzioni dell'equazione di Helmholtz per le onde, che si ottiene combinando le equazioni di Maxwell e le condizioni al contorno imposte dalla fibra. Questi modi definiscono il percorso compiuto dell'onda mentre viaggia attraverso lo spazio, cioè come l'onda si distribuisce nello spazio.
Il Premio Nobel per la fisica 2009 è stato assegnato a Charles K. Kao, per il suo lavoro teorico sulla fibra ottica monomodale.

## Caratteristiche fisiche
Il nucleo ha un diametro compreso fra gli 8,3 e i 10 µm, mentre il cladding possiede un diametro di 125 µm.

## Vantaggi
Bassa Atenuazione
Le fibre ottiche monomodali presentano un'attenuazione del segnale molto bassa, tipicamente intorno a 0,2 dB/km a 1550 nm. Questo consente la trasmissione del segnale su distanze superiori ai 100 chilometri senza la necessità di ripetitori elettrici, rendendole adatte per reti a larga area e sottomarine.
Alta Capacità di Banda e Velocità di Trasmissione Dati
Grazie alla propagazione della luce su un unico percorso, la fibra monomodale evita completamente la dispersione modale. Ciò consente di supportare velocità di trasmissione dati estremamente elevate e tecnologie avanzate come la multiplexazione a divisione di lunghezza d'onda densa (DWDM), permettendo un utilizzo efficiente dell'infrastruttura in fibra.
Bassa Dispersione e Alta Integrità del Segnale
Con un diametro del nucleo di circa 8-10 μm, la luce viaggia in un unico modo, riducendo al minimo la distorsione modale. Sebbene la dispersione cromatica si verifichi ancora, può essere compensata utilizzando tipi di fibra specializzati o il processamento del segnale. Il risultato è un segnale ad alta fedeltà su lunghe distanze.
Scalabilità per le Reti Future
Le fibre monomodali supportano alte frequenze di trasmissione e sono compatibili con le tecnologie ottiche future, rendendole ideali per investimenti infrastrutturali a lungo termine. Sono lo standard nelle reti backbone, metropolitane e di interconnessione nei data center.
Immunità alle Interferenze e al Crosstalk
La propagazione confinata della luce all'interno di un singolo modo migliora il rapporto segnale/rumore e riduce la vulnerabilità alle interferenze esterne e al crosstalk, in particolare in ambienti di rete densamente popolati.